# ترتیب اولویت آلمان
ترتیب اولویت آلمان نشان‌دهنده نمادین سلسله‌مراتب مقامات سیاسی در کشور آلمان است. در این خصوص هیچ وضعیت رسمی‌ای وجود ندارد و این لیست بیشتر در جهت استفاده شخصی ایجاد می‌شود.
1. رئیس جمهور (Bundespräsident)
2. رئیس بوندستاگ (Bundestagspräsident)
3. صدراعظم (Bundeskanzler)
4. رئیس بوندسرات (Bundesratspräsident)
5. رئیس دادگاه قانون اساسی (Präsident des Bundesverfassungsgerichts)